# Marthijn Uittenbogaard
Matheus Hendrick (Marthijn) Uittenbogaard (Leiden, 21 de abril de 1972) es un activista holandés conocido por su defensa de la abolición de todas las leyes basadas en la moralidad,así como por sus propuestas sobre la legalización de relaciones sexuales entre adultos y niños.Fue presidente y tesorero del partido político PNVD, y más tarde presidente de la Asociación MARTIJN.

## Biografía
Uittenbogaard nació en una granja en las afueras de Leiden, en una familia próspera y cristiana con cuatro hijos.Su madre es 26 años más joven que su padre,a quien él percibía como autoritario. Obtuvo su diploma MAVO en 1988 en el Liceo Visser 't Hooft en 1988.
Estudió educación superior en laboratorio, pero no completó el último año.En 1997 se mudó a vivir por su cuenta en Leideny trabajó en la cocina de un hogar de cuidado de ancianos.Allí temían que sus preferencias sexuales públicamente expresadas causaran daños a la reputación de la institución y lo suspendieron en 2006.En febrero de 2011 se mudó de Leiden a Hengelo (Overijssel).
El 23 de junio de 2022, él y su pareja fueron detenidos en Ecuador por sospechas relacionadas con abuso infantil.Un año después, el 21 de junio de 2023, ambos fueron sentenciados a diez años de prisión tras ser hallados culpables de delitos vinculados a la pornografía infantil. Algunas fuentes mencionan que el caso se refería a la tenencia de dicho material,mientras que otras señalan que también estuvieron involucrados en su producción y comercialización.La condena fue emitida por el Tribunal de Manabí, que concluyó que existían pruebas suficientes para implicarlos.

### Vida personal
Uittenbogaard ha manifestado sentir atracción tanto por personas adultascomo por menores de diversas edades.Actualmente convive con su pareja.

### Activismo
Uittenbogaard se identifica como defensor de la libertad individualy ha expresado su apoyo a la eliminación de las leyes de carácter moral. En particular, ha promovido la legalización de las relaciones sexuales entre adultos y menores de edad.
En mayo de 2006, Uittenbogaard cofundó el Partido por la Caridad, la Libertad y la Diversidad (PNVD), asumiendo el cargo de presidente. Para entonces, ya formaba parte desde hacía varios años de la junta directiva de la Asociación MARTIJN, una organización que defendía los intereses de personas con atracción hacia menores. Según explicó, la creación del partido se debió a que consideraba que MARTIJN tenía un enfoque demasiado limitado, y que con el PNVD podrían impulsarse cambios en otros ámbitos sociales.En 2009, junto a su compañero y también fundador del PNVD, Norbert de Jonge, publicó un libro con críticas sociales titulado De rede in het hoek.
Además, Uittenbogaard buscó hacerse notar a través de diversos medios, participando en debates públicos,escribiendo para el blog del diario De Volkskrant,subiendo contenido a YouTube,colaborando en programas de televisióny publicando columnas,además de gestionar su propia wiki.También fue editor invitado en la edición del 6 de mayo de 2021 de la revista Propria Cures.

## Oposición
En marzo de 2021, se informó que el Ministerio Público iniciaría un proceso legal contra Uittenbogaard por haber continuado con las actividades de la Asociación MARTIJN, luego de que la Fundación para la Lucha contra el Abuso presentara informes al respecto.
Las posturas de Uittenbogaard han provocado con frecuencia reacciones de rechazo. Ha sido blanco de grafitis, protestas, actos de vandalismo, agresiones físicas y amenazas.Recibía amenazas de muerte de forma recurrente,y las ventanas de su vivienda fueron dañadas en varias ocasiones,incluso con fuegos artificiales de alta potencia.En al menos una ocasión, fue golpeado en el rostro.
En 2006, se canceló un debate entre Uittenbogaard y Michiel Smit debido a que los organizadores no pudieron asegurar la protección tanto de los participantes como del público asistente.
En julio de 2011, Uittenbogaard solicitó al primer ministro Mark Rutte medidas de protección.Según él, pidió en varias ocasiones la instalación de cámaras de seguridad, pero nunca se le concedieron.No obstante, se le otorgó un dispositivo especial que le permitía contactar rápidamente a la policía con solo presionar un botón.Por su cuenta, instaló una cámara de vigilancia y reforzó las ventanas de su vivienda con láminas de policarbonato.En 2013, la policía tuvo que intervenir para rescatarlo tras ser agredido en Deventer.Ese mismo mes, una manifestación en un edificio de apartamentos de la misma ciudad, donde se rumoreaba que se encontraba, fue disuelta por la Unidad Móvil.
Tanto Rabobank como ABN AMRO se negaron a abrirle una cuenta bancaria.